# Мост (кратки филм из 1979)
„Мост” је југословенски кратки филм из 1979. године. Режирао га је Здравко Велимировић који је написао и сценарио.

## Улоге
| Глумац           | Улога             |
| ---------------- | ----------------- |
| Мирко Буловић    | Аранђел           |
| Воја Мирић       | Шмитхубер         |
| Милан Пузић      | судија            |
| Зоран Радмиловић | партизански мајор |
| Влада Радуловић  |                   |